# Lista över Göteborgs burggrevar och borgmästare
Denna lista över Göteborgs burggrevar och borgmästare tar upp de ledande befattningshavarna i Göteborgs stad från 1600-talet  och framåt

## Burggrevar
- 1624-1631 Jacob van Dijck
- 1636-1640 Peder Eriksson Rosensköld
- 1640-1653 Daniel Lange
- 1653-1657 Harald Appelbom
- 1664-1677 Israel Noræus, adlad Norfelt
- 1677-1683 Gerhard von Lengerken, adlad Leijoncrantz
- 1716-1719 Hans von Gerdes

## Justitiepresidenter
- 1624-1624 Jacob Hufnagel
- 1630-1633 Jacob Höijer
- 1636-1650 Peder Eriksson Rosensköld
- 1653-1677 Gerhard von Lengerken
- 1677-1696 Johan Macklier

## Justitieborgmästare
- 1669-1698 Anders Spalding
- 1698-1702 Gerhard Braunjohan
- 1703-1719 Wilhelm De Silentz
- 1719-1719 Håkan Ekman
- 1720-1730 Erik Tellander
- 1731-1737 Cornelius Torsson
- 1737-1742 Johan Swedmarck
- 1742-1745 Johan Paul Paulin
- 1746-1747 Paul Paulsson Ekerman
- 1747-1748 Aron Holst
- 1748-1782 Anders Hansson Busck
- 1782-1800 Carl Gustaf Brusewitz
- 1800-1808 Hans Hummel
- 1809-1840 Eric Elias Brusewitz
- 1840-1870 Patrik Ekman
- 1871-1883 Albert Wilhelm Björck
- 1883-1907 Fredrik Mauritz Colliander
- 1908-1917 Erik Trana
- 1917-1935 Bernhard Lindberg
- 1935-1944 Ivan Nyborg
- 1944-1957 Gösta Bäärnhielm
- 1957-1962 Herman Baagøe
- 1962-1967 Gösta Wilkens
- 1967-1970 Härje Stenberg

## Politie- och byggningspresidenter
- 1624-1636 Nils Börjesson, adlad Drakenberg
- 1636-1642 Antonius Knip
- 1642-1664 Israel Noræus, adlad Norfelt
- 1664-1676 Magnus Palumbus Gripenklow
- 1676-1680 Alexander Cock
- 1716-1718 Jakob Maule
- 1718-1718 Johan Rambeau

## Commerciepresidenter
- 1624-1624 Jakob Mikael Wernle
- 1630-1639 Rosier von Ackern
- 1639-1650 Peder Kanutius Bäfverfelt
- 1650-1658 Lars Broman
- 1658-1667 Hans Spalding
- 1668-1677 Abraham van Eijck
- 1678-1687 Gabriel Spalding
- 1687-1716 Hans von Gerdes
- 1716-1716 Wilhelm von Utfall

## Handels- och politieborgmästare
- 1719-1723 Hans von Gerdes
- 1723-1728 Joachim Nerés
- 1728-1735 Jacob Sahlgren
- 1736-1747 Aron Holst
- 1747-1749 Paul Paulsson Ekerman
- 1750-1754 Jacob Schütz
- 1756-1763 Lorens Tenggren
- 1765-1796 Daniel Pettersson
- 1796-1800 Hans Hummel
- 1801-1822 Hans Andersson Busck
- 1822-1845 Per Ulrik Ekström
- 1845-1872 Carl Henrik Ewert
- 1872-1885 Erik Jonas Gustaf Dickman
- 1885-1904 Gustaf Svanberg
- 1905-1910 Harald Lindbeck
- 1912-1924 Peter Lamberg
- 1926-1935 Ernst Frick (tillförordnad)